# Thảm sát Mỹ Trạch

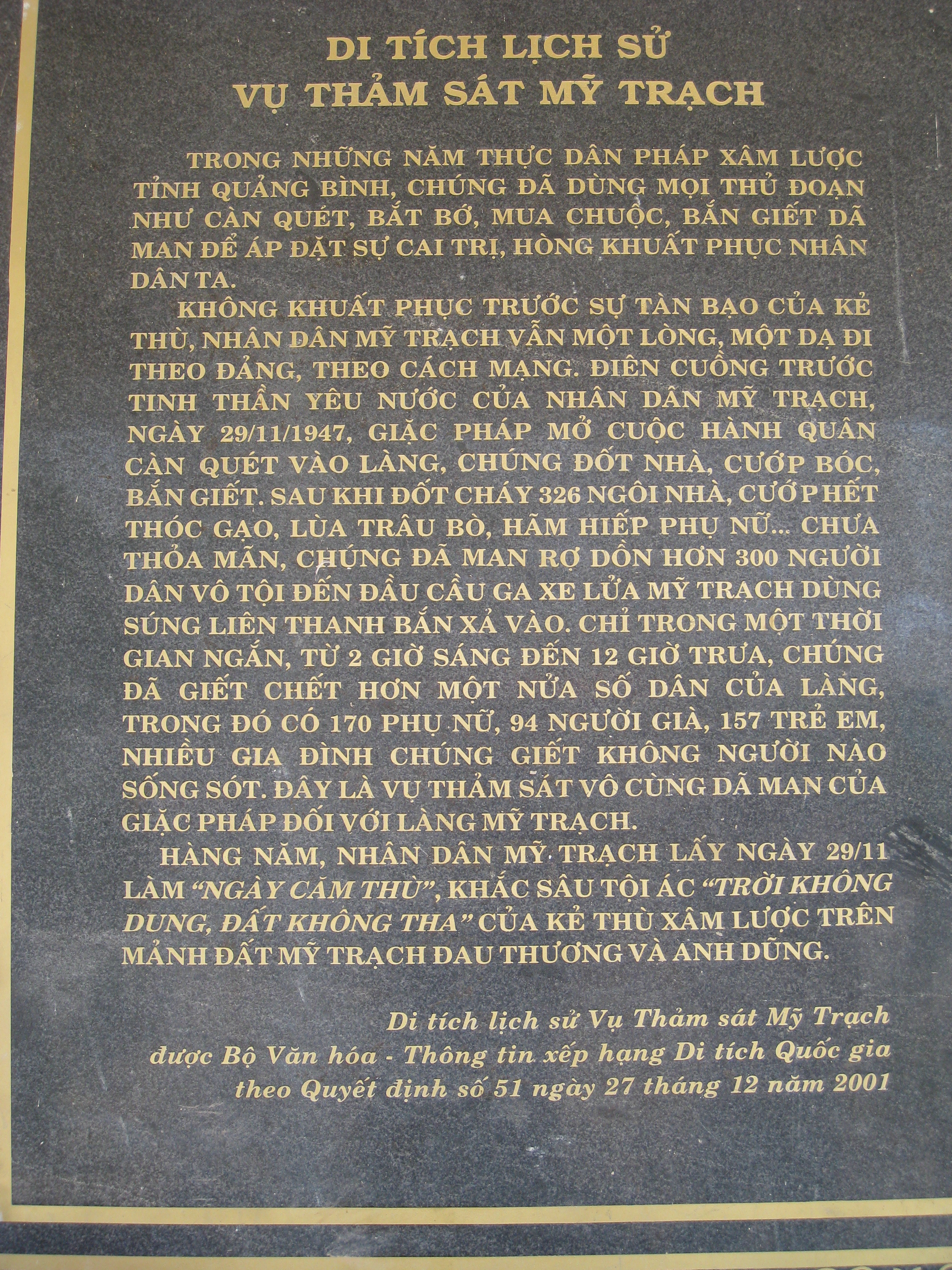
Bia tưởng niệm vụ thảm sát Mỹ Trạch trong khu tưởng niệm nạn nhân vụ thảm sát, một di tích lịch sử quốc gia đã được Bộ Văn hóa việt Nam công nhận

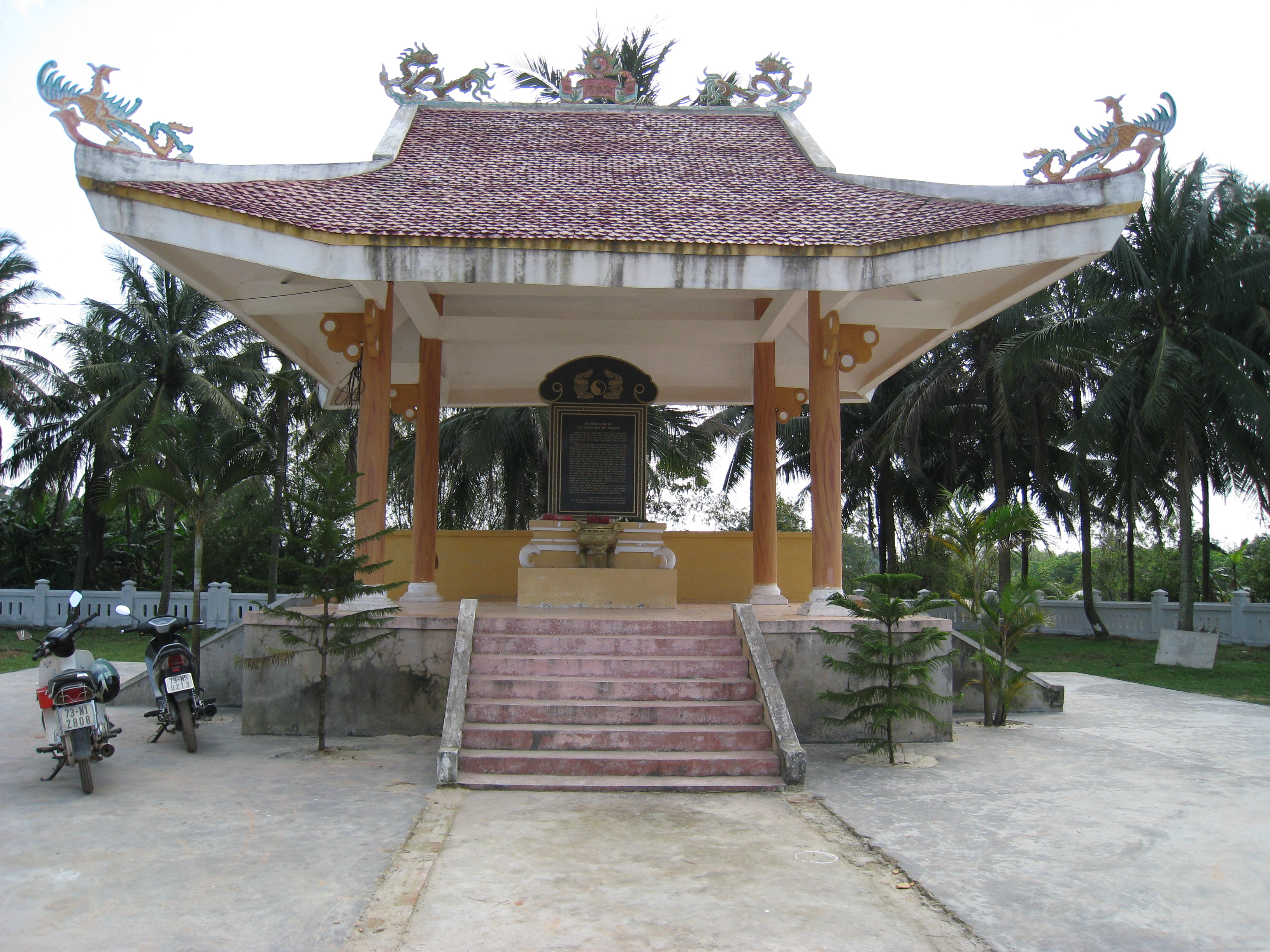
Khuôn viên khu tưởng niệm

Thảm sát Mỹ Trạch là một cuộc thảm sát trong Chiến tranh Đông Dương do quân đội Pháp tiến hành ở làng Mỹ Trạch, xã Mỹ Thủy thuộc huyện Lệ Thủy, Quảng Bình. Cuộc thảm sát này diễn ra từ 12h trưa đến 2h sáng ngày 29 tháng 11 năm 1947. Hậu quả của cuộc thảm sát này là 326 ngôi nhà bị phá hủy, Hơn 420 thường dân bị sát hại, nhiều người phụ nữ bị hãm hiếp trước khi bị giết chết. Trong số nạn nhân bị sát hại có 170 phụ nữ, 157 trẻ em, 94 người già. Gần một nửa dân làng bị giết chết trong đợt thảm sát này. Vị trí tiến hành cuộc thảm sát ở gần ga Mỹ Trạch, bên cầu Mỹ Trạch, một cầu đường sắt Thống Nhất bắc qua sông Kiến Giang.